# Pět nocí u Freddyho 2
Five Nights at Freddy's 2 je připravovaný americký nadpřirozený hororový film režisérky Emmy Tammi. Jedná se o první sequel filmu Pět nocí u Freddyho z roku 2023 a druhé pokračování filmové série Five Nights at Freddy's. Film vychází ze série videoher Five Nights at Freddy's, kterou vytvořil Scott Cawthon. Ve filmu hrají Josh Hutcherson, Elizabeth Lail, Piper Rubio a Matthew Lillard ve stejných rolích jako v předchozím filmu.
Cawthon v srpnu 2018 prohlásil, že v případě úspěchu prvního filmu by mohl vzniknout druhý film Five Nights at Freddy's navazující na události druhé hry. Hutcherson odhalil vývoj pokračování v lednu 2024 a společnost Blumhouse Productions Jasona Bluma jej oficiálně potvrdila o tři měsíce později. Hlavní natáčení začalo v listopadu 2024.
Vydání filmu Five Nights at Freddy's 2 je ve Spojených státech amerických naplánováno na 5. prosinec 2025.

## Obsazení
| Josh Hutcherson | Mike Schmidt  |
| Elizabeth Lail  | Vanessa       |
| Piper Rubio     | Abby          |
| Matthew Lillard | William Afton |

## Produkce

### Vývoj
V srpnu 2018 Scott Cawthon uvedl, že pokud bude první film úspěšný, mohl by vzniknout druhý film, který by navazoval na události druhé hry. V lednu 2024 odhalil herec Josh Hutcherson, který v předchozím filmu ztvárnil roli Mikea Schmidta, že se připravuje pokračování. V dubnu 2024 společnost Blumhouse Productions Jasona Bluma oficiálně potvrdila, že pokračování vznikne a že se vrátí studio Jim Henson's Creature Shop, které pro film navrhne animatroniky. Očekává se, že Matthew Lillard, který v prvním filmu ztvárnil Williama Aftona, se této role opět ujme, neboť již dříve potvrdil, že se studiem podepsal smlouvu na tři filmy. V říjnu 2024 bylo potvrzeno, že si své role zopakují Hutcherson, Elizabeth Lail, Piper Rubio a Lillard.

### Natáčení
Hlavní natáčení mělo začít koncem října 2024. Dne 17. října na newyorském Comic-Conu Matthew Lillard oznámil, že natáčení začne „za 10 dní“, čímž stanovil datum natáčení konkrétně na 27. říjen. Natáčení započalo v listopadu 2024.

### Marketing
Ve dnech předcházejících desátému výročí videoherní série (srpen 2024) Scott na svém účtu ScottGames na sociální síti X (Twitter) zveřejnil obrázky nových animatroniků vyvíjených v dílně Jim Henson's Creature Shop a také stránku ze scénáře spolu se třemi falešnými stránkami. V říjnu 2024 byl k filmu vydán teaser plakát.

## Vydání
Vydání filmu Five Nights at Freddy's 2 je ve Spojených státech amerických naplánováno na 5. prosinec 2025.